# Vuelo 816 de Pan Am
El vuelo 816 de Pan Am era un vuelo internacional desde Auckland, Nueva Zelanda, hacia San Francisco, California, con escalas en Tahití, Polinesia Francesa y Los Ángeles, California. Era operado por un Boeing 707-321B de Pan Am con matrícula N417PA y llamado Clipper Winged Racer. El 22 de julio de 1973, a las 22:06 hora local, el Boeing 707 despegó del Aeropuerto Internacional Faa'a en Papeete. Treinta segundos después del despegue, el avión de pasajeros con 79 ocupantes se estrelló en el mar. Todos menos un pasajero fallecieron.

## Aeronave y tripulación
El N417PA realizó su primer vuelo el 25 de febrero de 1966 y fue entregado a Pan Am el 21 de mayo del mismo año. Estaba equipado con cuatro motores Pratt & Whitney JT3D-3B turbofán.
El capitán era Robert M. Evarts, de Grass Valley, California, de 59 años, con 25.275 horas de vuelo, de las cuales 8.384 eran en Boeing 707. El primer oficial era Lyle C. Havens, de 59 años, de Medford, Oregon, con 21.575 horas de vuelo, incluyendo 9.248 en Boeing 707. El ingeniero de vuelo era Isaac N. Lambert, de 34 años, de Danville, California (9.134 horas de vuelo, 4.760 de ellas en Boeing 707). El navegador era Frederick W. Fischer, de 32 años, de Rochester, Nueva York, con 3.961 horas de vuelo, 3.945 de ellas en Boeing 707.

## Eventos previos
El primer tramo del vuelo desde Auckland hasta Papeete transcurrió sin mayores incidentes. Sin embargo, después del aterrizaje, la tripulación reportó una grieta en el parabrisas de la cabina. Según los procedimientos de la época, esto se consideraba un problema menor y se permitía continuar el vuelo. Aun así, la tripulación notificó a los oficiales de la aerolínea en Nueva York y solicitó permiso para seguir, que fue concedido. El capitán Evarts decidió cargar combustible adicional, anticipando una altitud de crucero menor a la usual. Se cargaron 156 220 libras (70 860,1 kg) de combustible en lugar de los 121 000 libras (54 884,6 kg) planeados.
La comunicación con Nueva York y el reabastecimiento adicional retrasaron el vuelo 90 minutos respecto a su hora de salida programada (20:30). La aeronave pesaba 316 150 libras (143 403,1 kg) debido al combustible extra. Se consumieron 1000 libras (453,6 kg) de combustible antes del despegue, reduciendo el peso a 315 150 libras (142 949,5 kg). El clima presentaba lluvias, con nubes estrato y cumulonimbo a 7900 pies (2407,9 m) y entre 980 pies (298,7 m) y 1640 pies (499,9 m), respectivamente. El viento soplaba desde el suroeste, con visibilidad de 8 kilómetros (5 mi), presión atmosférica de 1013 mb y temperatura del aire exterior de 26 grados Celsius (78,8 °F). El despegue sería desde la pista 08, de 11 201 pies (3414,1 m) de longitud. Las velocidades V fueron las siguientes:
- V1 = 143 nudos (265 km/h; 165 mph)
- VR = 149 nudos (276 km/h; 171 mph)
- V2 = 165 nudos (306 km/h; 190 mph)

## Descripción del accidente
A las 21:52 la tripulación contactó con torre de control solicitando permiso para despegar desde la pista 04 en lugar de la 08. Dos minutos después, el vuelo 816 comenzó a rodar hacia la pista. Luego solicitaron ser autorizados a volar a nivel de vuelo (FL) 230 (23 000 pies (7010,4 m)) en lugar del FL 330 (33 000 pies (10 058,4 m)). A las 22:04, el controlador autorizó el despegue, pero la tripulación no respondió a esta transmisión.
Testigos reportaron que el avión giró repentinamente 90 grados tras el despegue, seguido de un destello proveniente de la aeronave. El único sobreviviente reportó un fuerte crujido justo antes del impacto. A las 22:06, el controlador oyó un fuerte sonido por radio, vio destellos en el agua y activó la respuesta de emergencia. Una búsqueda en el mar por barcos navales y embarcaciones privadas recuperó 12 cuerpos y un sobreviviente. El único sobreviviente fue un pasajero, James Campbell, ciudadano canadiense, quien declaró que sintió que el avión entraba en picada, adoptó la posición de seguridad y “despertó” en el agua. El accidente del vuelo 816 es el más mortal ocurrido en la Polinesia Francesa.

## Investigación
Se cree que la grabadora de voz de cabina y la grabadora de datos de vuelo se hundieron a 2300 pies (701 m) de profundidad y nunca fueron recuperadas. Se considera que una falla de instrumentos durante el giro de ascenso pudo haber contribuido al accidente.
Debido a que las grabadoras no se recuperaron, no se pudo determinar una causa oficial.